# Arantepacua
Arantepacua es una localidad mexicana ubicada en el estado de Michoacán, dentro del municipio de Nahuatzen. Actualmente, Arantepacua se encuentra en lucha por su reconocimiento y autodeterminación política, financiera y de seguridad. 
De acuerdo con Meta Política, el 5 de abril de 2017 fue un día trágico para la comunidad, ya que ese día elementos de la policía municipal del estado de Michoacán, arribaron al pueblo y comenzaron a disparar hacia los pobladores. Un día antes, los comuneros de Arantepacua habían realizado una protesta en la capital del estado, Morelia. El conflicto fue una disputa de terrenos de cultivo. Después de este suceso, Arantepacua es una comunidad con reconocimiento de autodeterminación, lo que significa que tiene su propia organización política y seguridad.

## Localización y demografía
Aratepacua se encuentra localizada en el centro-occidente del estado de Michoacán en la zona geocultural denominada como la Meseta Purépecha y forma parte del municipio de Nahuatzen. Sus coordenadas geográficas son 19°35′44″N 101°58′06″O / 19.59556, -101.96833 y tiene una altitud de 2 316 metros sobre el nivel del mar.
Se encuentra a unos 10 kilómetros al sur de la cabecera municipal, Nahuatzen, y a unos 30 kilómetros al noreste de la ciudad de Uruapan. Su principal vía de comunicación es una carretera asfaltada de orden estatal que lo enlaza con la Carretera Federal 37.
De acuerdo al Censo de Población y Vivienda realizado en 2010 por el Instituto Nacional de Estadística y Geografía, Arantepacua tiene una población total de 2 707 personas, de las que 1 317 son hombres y 1 390 son mujeres.

## Económico
La comunidad de Arantepacua tiene unas vías de comunicación relativamente aisladas debido a que se ubica a 10 km de la cabecera municipal por ser una comunidad con características culturales arraigadas de los purhépechas, siguen utilizando la indumentaria tradicional, como uso diario, especialmente las mujeres. La indumentaria tradicional hace referencia a la indumentaria utilizada, que expresa la identidad cultural de una región, pueblo, cultura o nación.
Los pobladores de Arantepacua tienen como actividad económica principal la agricultura y la actividad forestal, aunado a esto obtienen también el sustento de la elaboración de muebles, como sillas, mesas y bancos. Sin embargo los ingresos económicos que surgen de estas actividades no alcanzan el salario mínimo deseado por lo que muchas personas optan por emigrar a Estados Unidos o las zonas fronterizas para mejorar sus ingresos económicos.
De acuerdo con el programa de Monti Regiones, de la secretaría de desarrollo social (Sedesol) Arantepacua es considerada una comunidad con un alto grado de marginación, debido a que el  23% de la comunidad es analfabeta, 10% de las viviendas no cuentan con excusados y 92% no tiene acceso a agua potable entubada, aunado a que el 62% de las viviendas tiene piso de tierra.

## Socio-demográfico
La población en 2020 de la comunidad es de alrededor de 3,505 habitantes aproximadamente, 
de los cuales 1815 son mujeres y 1690 hombres. Así, la comunidad representa el 10.75% de la población a nivel municipal ya que en Nahuatzen la cifras oficiales calculan que la población es de 32,598. El Censo de Población y Vivienda del INEGI 2020 arrojó que el 39.97% de la población a nivel municipal habla una lengua indígena, siendo la lengua tarasco la más frecuente, con un 100 %. Particularmente en Arantepacua, la población indígena es de 99.17 %; sin embargo, el 81.60 % habla su lengua indígena y el español. 
En cuanto a la fecundidad de la población en Arantepacua, esta es de 2.4 por mujer, mientras que el promedio municipal es 1.8 hijos nacidos. Asimismo, la pirámide poblacional de Arantepacua refleja que la mayor población se encuentra entre los 15-59 años de edad.
Sobre la alfabetización de la ciudadanía es de un 87.42 en 2020 mientras que, a nivel municipal es de 98.2% entre personas de 15 a 24 años de edad. Aunado, los años de escolaridad promedio son 8.33, mismo rango que expresa a nivel municipio (hasta conclusión de nivel básico).

## Historia
Arantepacua es una comunidad indígena, ubicada en el centro de la Meseta Purépecha, la cual, al igual que otras comunidades, ha conseguido a lo largo de las décadas mantener en lo general sus características culturales y la reproducción de sus patrones culturales propios de los purépechas.
La Meseta P'urhépecha es una región del estado mexicano de Michoacán, habitada por 11 pueblos indígenas. Estas comunidades han llevado a lo largo de los años, una economía basada en la agricultura y manejo de ganadería doméstica. A su vez desarrollan oficios especializados diversos de acuerdo a la organización de las mismas comunidades. 
Dentro de estas comunidades, resaltan las comunidades purépechas. La región cultural purépecha es una de las más importantes de México por su densidad de población y por la fortaleza de sus usos y costumbres. Desde la época prehispánica este grupo étnico con características culturales similares han tenido que adaptarse a las tierras del estado de Michoacán. De esta forma han logrado aprovechar los vastos recursos naturales de acuerdo a su cultura, costumbres e identidad heredada de generación en generación por al menos mil años   («Pueblos Indígenas de México en el sIglo XXI»).

## Lucha por autodeterminación / democracia directa

### La raíz del conflicto
Actualmente, Arantepacua es una comunidad reconocida por su autonomía y autodeterminación. Sin embargo, los acontecimientos que derivaron en ella demuestran que fue por la búsqueda de autonomía y autodeterminación una forma de responder contra la represión y violencia.
El conflicto comenzó cuando el 4 de abril de 2017 un grupo representativo de 38 comuneros viajó en camión a Morelia para solventar una disputa territorial por la posesión de mil hectáreas entre Arantepacua y Capacuaro, la comunidad vecina, desde hace 60 años. Tras la reunión con los representantes del gobierno estatal, la policía estatal y de tránsito detuvo el camión de los comuneros (Contreras A. 2020).
Los policías comenzaron a lanzar gases lacrimógenos, y a ejercer violencia contra los comuneros para apresarlos. La detención supuestamente se basó en que la intención de los comuneros por querer bloquear una avenida así como el supuesto secuestro del chofer y camión por el que se habían transportado.  
Al día siguiente, comenzó una protesta contra la detención de los comuneros por parte de 15 miembros de la comunidad de Arantepacua, los cuales cerraron la carretera entre Pátzcuaro y Cherán para exigir la liberación de sus compañeros.
Ante esto hubo una respuesta desmedida por parte del gobierno estatal que constituyó en el despliegue de 800 policías municipales, que llegaron a castigar a la comunidad y aplacar sus demandas. Los policías entraron a la comunidad armados, sitiaron la ciudad y comenzaron a disparar a la valla humana formada por pobladores reunidos en la entrada del pueblo. Al final del ataque, resultaron cuatro muertos aunque días después murió más gente por las heridas, hubo diez personas apresadas y un sinfín de heridos (Contreras A. 2020).

### Autodeterminación y autogobierno
Aunque para los pobladores el ataque continúa siendo injustificado, uno de los miembros del antiguo consejo del gobierno de Arantepácua, Elpidio Cohenete Olivio, asegura que fue una forma de represión hacia la comunidad. Lo anterior se debe a que la comunidad es un punto centralizado con una presencia política y organizativa muy fuerte siendo la región con mayor presencia de estudiantes y maestros.
El proceso de autodeterminación del pueblo fue fortalecido e incluso reconocido por el gobierno estatal a partir de un proceso de negociación.
De acuerdo a los pobladores, la comunidad siempre ha tenido un sentido de autonomía muy palpable. Desde antes de 1994, la comunidad se rige por asambleas y mantiene su propia dinámica (Contreras A. 2020).
En una de las asambleas posteriores a la masacre, la población decidió expulsar a todos los partidos políticos y comenzar un fortalecimiento de su estructura comunitaria. Tras 8 meses de organización, el 24 de diciembre de 2017, la comunidad formó el primer Consejo Comunal  (Contreras A. 2020).
A 3 años de su instalación, Arantepacua recibió un depósito directo de la Secretaría de Finanzas Estatal que les repartió su presupuesto correspondido de acuerdo a su número de habitantes. 
Tras los acontecimientos, la comunidad generó un gran sentimiento de desconfianza hacia la policía por lo que decidió crear una agrupación civil llamada los Kuáricha. Los Kuaricha son grupos constituidos por 20  habitantes elegidos por la asamblea, su objetivo es cuidar, proteger y defender a la comunidad, este grupo ronda el territoriode Arantepacua procurando su seguridad (Valencia, 2021). Esta tradición diverge de los Kuaris, quienes cuidaban el territorio, la milpa o el ganado. Él Consejo comunal se encuentra en discusiones con las autoridades para que haya un reconocimiento legal de este grupo y puedan tener equipamiento y entrenamiento adecuado para así brindar seguridad a su comunidad.
Cabe recalcar que el gobierno cuenta con una participación activa de las mujeres en las diferentes áreas en las que se divide el Consejo como asuntos sociales, civiles, el DIF, etc. habiendo una paridad de género dentro de la organización (ZonaDocs, 2020).

### Falta de justicia
Hasta hoy el gobierno no ha emitido un reconocimiento oficial de lo ocurrido el 5 de abril por lo que los pobladores exigen justicia. Se procedió una demanda en la Fiscalía Contra la Corrupción pero la institución se negó el hecho al no haber un cuerpo y por ende un delito.  La negación del gobierno estatal impide que las viudas accedan a algún apoyo. Aunque en 2019, los maestros de Nochixtlán asistieron a Arantepacua, impulsando el proceso de autonomía (Contreras, 2020).  Los hechos se han llegado a discutir en la CNDH, la cual ha establecido como recomendación que la Fiscalía de Michoacán debe atraer la investigación del caso. Desafortunadamente dicha investigación se sabe que estaría comprometida por conflictos de interés con el secretario de gobierno estatal, involucrado en los hechos que a su vez es el actual director de la Fiscalía (Valencia, 2021).  Los habitantes de Arantepacua son conscientes y se mantienen realistas sobre los retos que las comunidades autónomas deben enfrentar pero reconocen que bajo la organización y unión, estos podrán defender su territorio (ZonaDocs, 2020)